# Oberbau (Straßenbau)

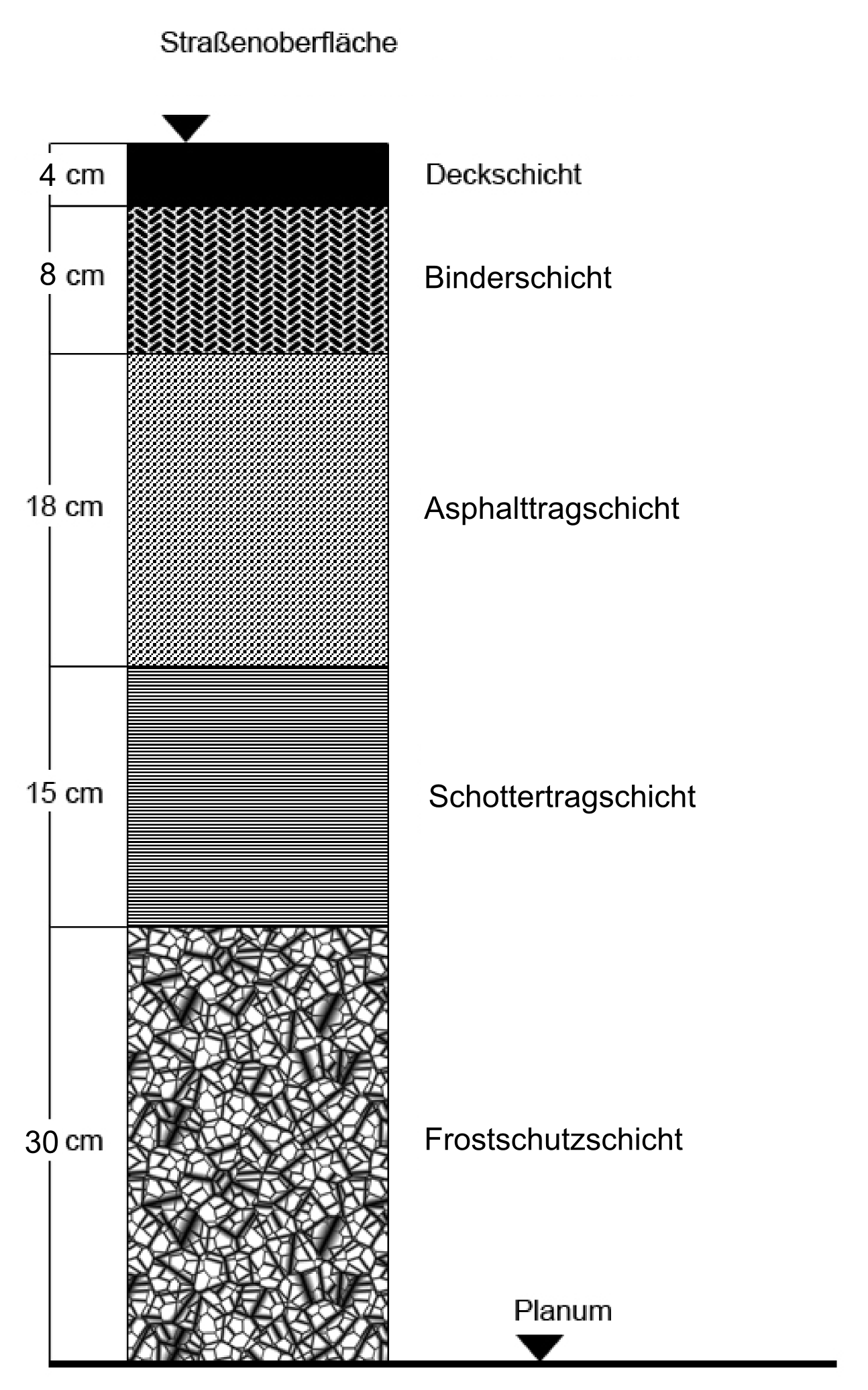
Abbildung der einzelnen Schichten im Oberbau einer schwerbelasteten Straße (Bauklasse SV), nach RStO 01.

Der Oberbau (auch Straßenbefestigung genannt) bildet den obersten Teil des Straßenaufbaus. Er wird direkt auf dem zuvor angelegten Unterbau oder auf dem gewachsenen Untergrund aufgebracht, wobei sich zwischen Unter- und Oberbau das Planum befindet. Bei der Herstellung des Oberbaus kann auf verschiedene Baustoffe und auf verschiedene Schichtenfolgen zurückgegriffen werden. Eine so genannte Frostschutzbauweise schützt die befestigte Verkehrsfläche vor Frost- und Tauschäden. Deshalb kann es in Abhängigkeit von den Boden- und Frostverhältnissen notwendig sein, eine Frostschutzschicht als unterste Lage des Oberbaus einzubauen.
Die Dimensionierung des Oberbaus hängt in erster Linie von der Funktion der Verkehrsfläche und deren Verkehrsbelastung ab. Des Weiteren beeinflussen die örtliche Lage und die Bodenverhältnisse die Bauweise. Diese Rahmenbedingungen erlauben eine Einteilung verschiedener Standardbauweisen hinsichtlich der Belastungsklasse und der bemessungsrelevanten Beanspruchung.

## Bauweisen
Es wird zwischen folgenden zwei Bauweisen unterschieden:

### Oberbau
Der Oberbau besteht aus einer Decke (Deckschicht), ggf. einer Binderschicht und einer oder mehreren Tragschichten.

### Vollgebundener Oberbau
Der vollgebundene Oberbau kann mit Asphalt oder mit Beton ausgeführt werden. Beim Asphaltoberbau werden Asphaltdecke und Asphalttragschicht direkt auf das Planum aufgebracht. Der Betonoberbau bestehend aus der Betondecke, Vliesstoffen und einer Tragschicht mit hydraulischen Bindemitteln, die ebenfalls direkt auf das Planum aufgebracht werden.

## Deckschichten

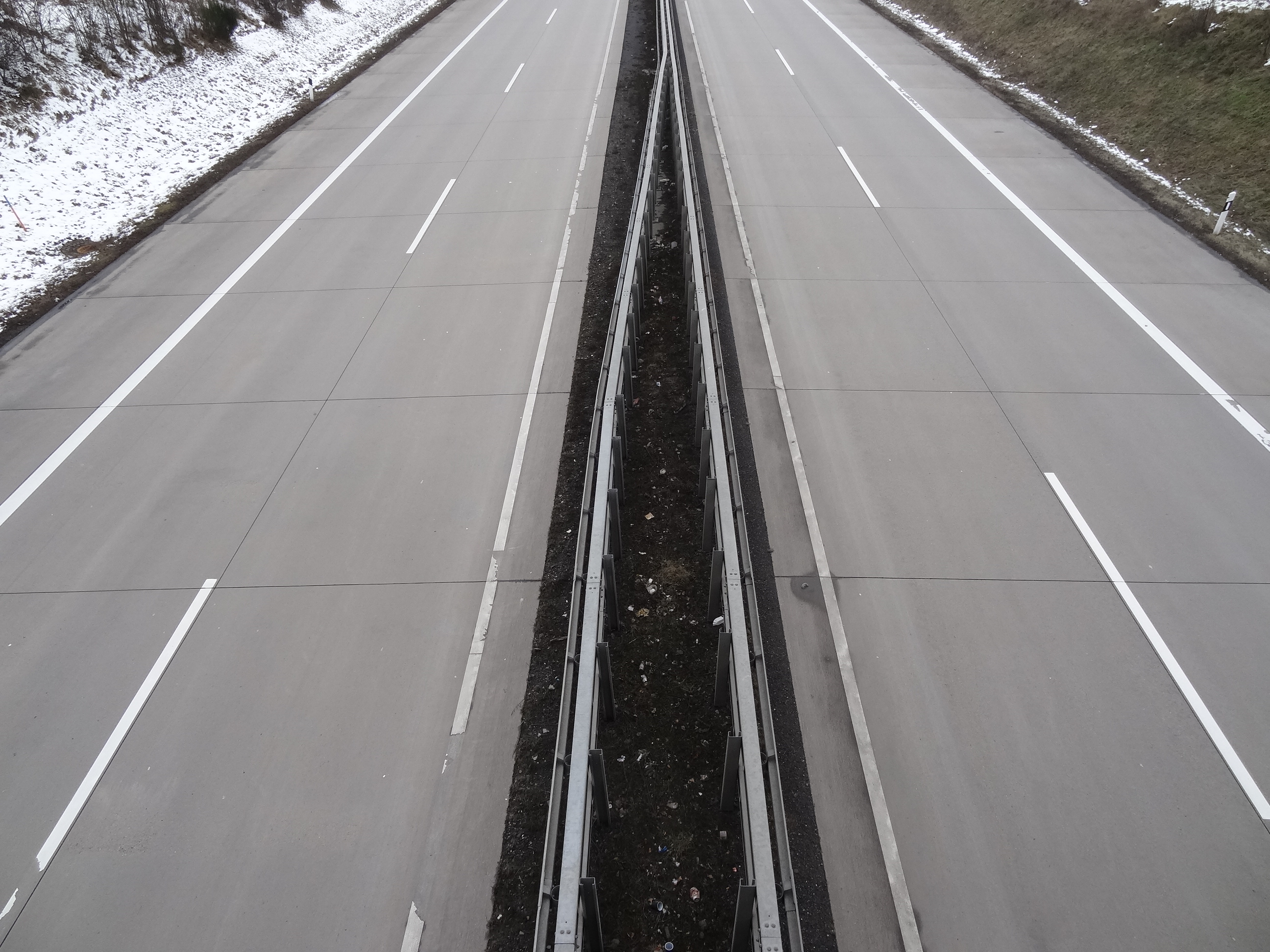
Beton-Deckschicht auf einer Autobahn mit geschnittenen Längs- und Querfugen.

Als Decke kommen folgende Varianten in Frage:
- Asphaltdecke
- Betondecke
- Pflasterdecke
- Plattenbelag
- Tragdeckschicht
- ungebundene bzw. wassergebundene Decke

## Tragschichten
Die Tragschichten werden unterteilt in
- Tragschichten ohne Bindemittel und
- Tragschichten mit Bindemitteln.

### Tragschichten ohne Bindemittel (TOB)
Tragschichten ohne Bindemittel bzw. ungebundene Tragschichten bestehen aus natürlichem Sand, Kies, Schotter (gebrochenes Gestein) oder Recyclingmaterial (z. B. gebrochener Betonabbruch). Die Verdichtung und Verfestigung der Schichten erfolgt ausschließlich mechanisch durch Walzen oder Rüttler ggf. unter Zugabe von Wasser. Es werden drei Arten unterschieden:
- Frostschutzschicht (kurz FSS)
- Schottertragschicht sowie Wassergebundene Oberfläche mit oder ohne Absiebung
- Kiestragschicht
- Kombinierte Frostschutz- und Schottertragschicht (kurz KFT)

### Tragschichten mit Bindemitteln (TMB)
Tragschichten mit Bindemitteln bzw. gebundenen Tragschichten wird zusätzlich zum Tragschichtmaterial noch ein Bindemittel zugesetzt. Als Bindemittel dienen vorrangig Zement oder Bitumen. Folgende Varianten werden unterschieden:
- Verfestigung mit hydraulischen Bindemitteln
- Hydraulisch gebundene Tragschicht (kurz HGT)
- Betontragschicht
- Dränbetontragschicht

## Normen
- Deutschland: Allgemeingültige Regelungen zum Oberbau findet man in der RStO (Richtlinien für die Standardisierung des Oberbaus von Verkehrsflächen, 2012). In manchen Regionen gibt es allerdings ergänzende und/oder alternative Vorgaben der zuständigen Straßenbaulastträger (Tiefbauämter etc.)
- Österreich: Richtlinien und Vorschriften für das Straßenwesen (RVS)